# Lynn Hornor
Lynn Sedwick Hornor, född 3 november 1874 i Clarksburg, West Virginia, död 23 september 1933 i Washington, D.C., var en amerikansk politiker (demokrat). Han var ledamot av USA:s representanthus från 1931 fram till sin död.
Hornor efterträdde 1931 John M. Wolverton som kongressledamot. Han avled 1933 i ämbetet och efterträddes av Andrew Edmiston.
Hornors grav finns på Odd Fellows Cemetery i Clarksburg.